# PC-Power-Management
Unter PC-Power-Management versteht man jede Art von Mechanismus, der dafür vorgesehen ist oder verwendet wird, um den Energieverbrauch von Computerarbeitsplätzen zu beeinflussen. In der Regel versetzt hierbei eine Software die Hardware in den unter den gegebenen Bedingungen niedrigst möglichen Energieverbrauchsmodus. Das PC-Power-Management ist somit ein Teilbereich des IT-Energiemanagements.

## Unsichtbarer Energieverbrauch von PCs
Der PC ist heutzutage in allen Geschäftsfeldern ein verbreiteter Verbraucher elektrischer Energie am Arbeitsplatz. Typischerweise verbraucht ein PC 90 Watt unter Last (etwa 50 Watt für den Desktop und 40 Watt für einen normalen LCD-Monitor). Dem entgegen steht ein Verbrauch im abgeschalteten Zustand von nur 3 bis 4 Watt. Insgesamt werden bis zu 25 % des Gesamtenergiebedarfs eines modernen Büros für die Versorgung der konstant weiter wachsenden IT-Infrastruktur benötigt, Rechner und Monitore schlagen dabei mit fast 40 % des IT-Energieverbrauchs zu buche. Somit kommt dem PC-Power-Management eine Schlüsselrolle im Energiemanagement von Gebäuden zu.
Jüngste Untersuchungen zeigen, dass in der Industriewirtschaft beträchtliche und unnötige Energieverluste dadurch entstehen, dass die Anwender ihre PCs nicht runterfahren, wenn sie den Arbeitsplatz verlassen. Im Vereinigten Königreich werden etwa 300 Millionen £ pro Jahr an Energiekosten verschwendet und als direkte Folge 1,3 Millionen Tonnen CO2 emittiert. In den Vereinigten Staaten, in denen Studien zufolge 50 % aller PCs über Nacht angelassen werden, sind die Werte noch höher – 2,8 Milliarden $ und 20 Millionen Tonnen CO2 pro Jahr, was den jährlichen CO2-Emissionen von Estland entspricht.
Zwar lässt sich der Energieverbrauch von PCs über Niedrigenergieschemata reduzieren, dennoch gibt es viele Situationen, insbesondere in Netzwerkumgebungen, in denen Prozesse auf dem Computer verhindern, dass ein Stromsparzustand erreicht wird. Dies wiederum hat meist einen erheblichen Effekt auf den Energieverbrauch, den der Anwender oft nicht bewusst wahrnimmt. Obwohl beispielsweise der Monitor im Standby-Modus ist und der Rechner keine Aktivität aufzuweisen scheint, wurde bei Untersuchungen gezeigt, dass an einem beliebigen Tag durchschnittlich mehr als 50 % der PCs einer Organisation gar nicht in den Standby-Modus gehen, längerfristig betrifft das sogar 90 % der Systeme.
Der tatsächliche Energieverbrauch von „abgeschalteten“ Computern ist demnach oft deutlich größer als der erwartete Verbrauch.

## „Dauerläufer“ PC
Es gibt drei Gründe, die einen PC davon abhalten, in den Energiesparmodus zu gehen:
- Aktivitäten des Anwenders (Tastatureingaben oder Bewegungen der Maus),
- CPU-Auslastung über einem definierten Schwellenwert oder
- ein Prozess, der aktiv einen betriebsbereiten Zustand des PCs erfordert.

Weitere, detailliertere Analysen zeigten, dass dies auf verschiedenen Computern zu verschiedenen Tag- und Nachtzeiten aus unterschiedlichen Gründen vorkommt:
- Manche Computer hatten fehlerhafte Mäuse, die Bewegungen des Zeigers verursachten, so dass das Betriebssystem dachte, dass die Maus permanent bewegt würde.
- Andere Computer hatten Dienste installiert, die den Computer durch regelmäßiges Senden eines Ereignisses, das eine Tasteneingabe simulierte, vom Schlafen abhielten.
- Manche Anwendungen führten regelmäßig interne Wartungsarbeiten aus, die Spitzen in der CPU-Auslastung verursachten, dabei aber keinen echten Nutzen brachten.
- Wiederum andere Anwendungen (die beispielsweise Musik abspielten oder im Präsentationsmodus waren) meldeten einen Bedarf nach Systemleistung an, der den Computer davon abhielt in den Standby-Modus zu gehen. Häufig geschah dies, weil die Anwendungen eine Datei über das Netzwerk geöffnet hatten.

## Lösungen
Die beschriebenen Problemstellungen sowie die damit verbundene Energieverschwendung nur über die Energieeinstellungen des Betriebssystems zu regulieren, ist relativ schwierig. Aus diesem Grund bieten verschiedene Hersteller Softwarelösungen auf dem Markt an.
Die Fortgeschrittenen darunter erlauben es den Netzwerk-Administratoren, die erzielten Energieeinsparungen zu messen oder das Power-Management an die individuellen Bedürfnisse der Benutzer anzupassen, indem sie automatisch den Computer aus dem Standby-Modus wecken oder offene Dokumente sichern.
Es wurde gezeigt, dass bei Nutzung dieser Art von Energiemanagementtools durchschnittlich 200 kg CO2-Emissionen und $35 pro PC und Jahr eingespart werden können.
Der Prozessor eines (Büro-)PCs ist im Allgemeinen fast die gesamte Zeit damit beschäftigt, auf Benutzer-Eingaben zu warten. Moderne Prozessoren schalten dann in einen Stromsparzustand, in welchem sie kaum Strom verbrauchen, aber auch deutlich weniger Rechenleistung erbringen; in tiefen „Schlafzuständen“ mitunter gar keine mehr. Sobald wieder Arbeit anliegt, wechselt der Prozessor wieder in einen „höheren“ Zustand, um wieder mehr Rechenleistung zu bieten.
- Variante 1: Der Prozessor versucht, in einem möglichst niedrigen Zustand zu verbleiben, und die Aufgabe mit geringer Leistung zu erfüllen. Es dauert dafür relativ lange, bis diese beendet wird.
- Variante 2: Race-to-Idle („Rennen-zum-Stillstehen“) – Der Prozessor schaltet sofort in den leistungsfähigsten Zustand, um die Aufgabe mit höchster Leistung so schnell wie möglich abzuarbeiten und möglichst bald wieder in einen sehr tiefen Schlafmodus fallen zu können.

Moderne PCs und Notebooks verwenden im Allgemeinen Race-to-Idle, da es stromsparender ist und den Benutzer-Auftrag schneller ausführen kann. Ist jedoch ein dauerhaft leiser Betrieb notwendig (z. B. kein kurzzeitiges Lüfter-Aufheulen), kann Variante 1 vorteilhaft sein.

## Beispiel für Anreize aus der Politik
Mit dem Carbon Reduction Commitment (CRC) treten im Vereinigten Königreich ab 2010 verschiedene Auflagen in Kraft, die viele Firmen erstmals dazu zwingen, sich aktiv mit einer Budgetierung der Kohlenstoffemissionen auseinanderzusetzen. Die Organisationen müssen Zertifikate kaufen, um ihre CO2-Emissionen abzudecken. Damit verbunden sind finanzielle Anreize für Unternehmen, die relativ gesehen wenig CO2 emittieren. Analog werden Strafen für besonders hohe Emissionen verhängt.
Die CRC benutzt dabei den Energieverbrauch als Kriterium, um zu bestimmen, welche Organisation unter die neuen Regelungen fallen, und deckt alle nationalen Organisationen mit einem Energieverbrauch größer als 6000 MWh pro Jahr ab (dem entsprechen in etwa CO2-Emissionen von geschätzt 1280 Tonnen Pro Jahr aus elektrischer Nutzung). Die betroffenen Organisationen müssen Zertifikate für alle verursachten CO2-Emissionen kaufen. Ausnahme sind hierbei alle durch Transporte verursachten Emissionen. So sollen durch das CRC Anreize für einen effizienten Umgang mit Energie gesetzt werden und die Treibhausgasemissionen im Nicht-Energiesektor gesenkt werden.
Im Rahmen der CRC werden auch auf der Versorgungsseite Messungen vorgenommen, um den Kohlenstoffanteil der verbrauchten Energie zu reduzieren. Das CRC setzt auch Anreize für mehr Energieeffizienz auf der Nachfrageseite. Sobald schnelle Ergebnisse erzielt sind, soll die Aufmerksamkeit mehr und mehr auf schwerer zu realisierende Senkungen des Energieverbrauchs gelenkt werden. Hierbei eingeschlossen sind alle Arten von Energieverlusten, die durch die physische Beschaffenheit der Organisation verursacht werden. Ebenso betrachtet wird die Art und Weise, wie die vorhandenen elektrischen Geräte in der Organisation verwendet werden.
Wie geprüfte Energiemanagementtools darlegen, könnte das CRC-Ziel von 4 Millionen Tonnen eingesparten CO2-Emissionen erreicht werden bis 2020 allein durch eine Konzentration auf das Optimieren aller IT-Prozesse.